# Carbon (Iowa)
Carbon es una ciudad situada en el condado de Adams, en el estado de Iowa, Estados Unidos. Según el censo de 2010 tenía una población de 34 habitantes.

## Geografía
Según la Oficina del Censo de los Estados Unidos, la localidad tiene un área total de 1,83 km², la totalidad de los cuales 1,83 km² corresponden a tierra firme.

## Demografía
Según el censo de 2010, había 34 personas residiendo en la localidad. La densidad de población era de 18,58 hab./km². Había 21 viviendas con una densidad media de 11,48 viviendas/km². El 97,06% de los habitantes eran blancos, el 2,94% amerindios. El 2,94% de la población eran hispanos o latinos de cualquier raza.